# Алтенмор
Алтенмор (њем. Altenmoor) општина је у њемачкој савезној држави Шлезвиг-Холштајн. Једно је од 112 општинских средишта округа Штајнбург. Према процјени из 2010. у општини је живјело 272 становника. Посједује регионалну шифру (AGS) 1061004.

## Географија
Алтенмор се налази у савезној држави Шлезвиг-Холштајн у округу Штајнбург. Општина се налази на надморској висини од 0 метара. Површина општине износи 6,1 km².

## Становништво
У самом мјесту је, према процјени из 2010. године, живјело 272 становника. Просјечна густина становништва износи 44 становника/km².

## Међународна сарадња
| Мјесто             | Држава    | Врста сарадње | Од    |
| ------------------ | --------- | ------------- | ----- |
| Старгард Шчећињски | Пољска    | партнерство   | 1993. |
| Рајсио             | Финска    | партнерство   | 2000. |
|                    | Француска | партнерство   | 1987. |
| Извор              |           |               |       |